# Côte des Abers

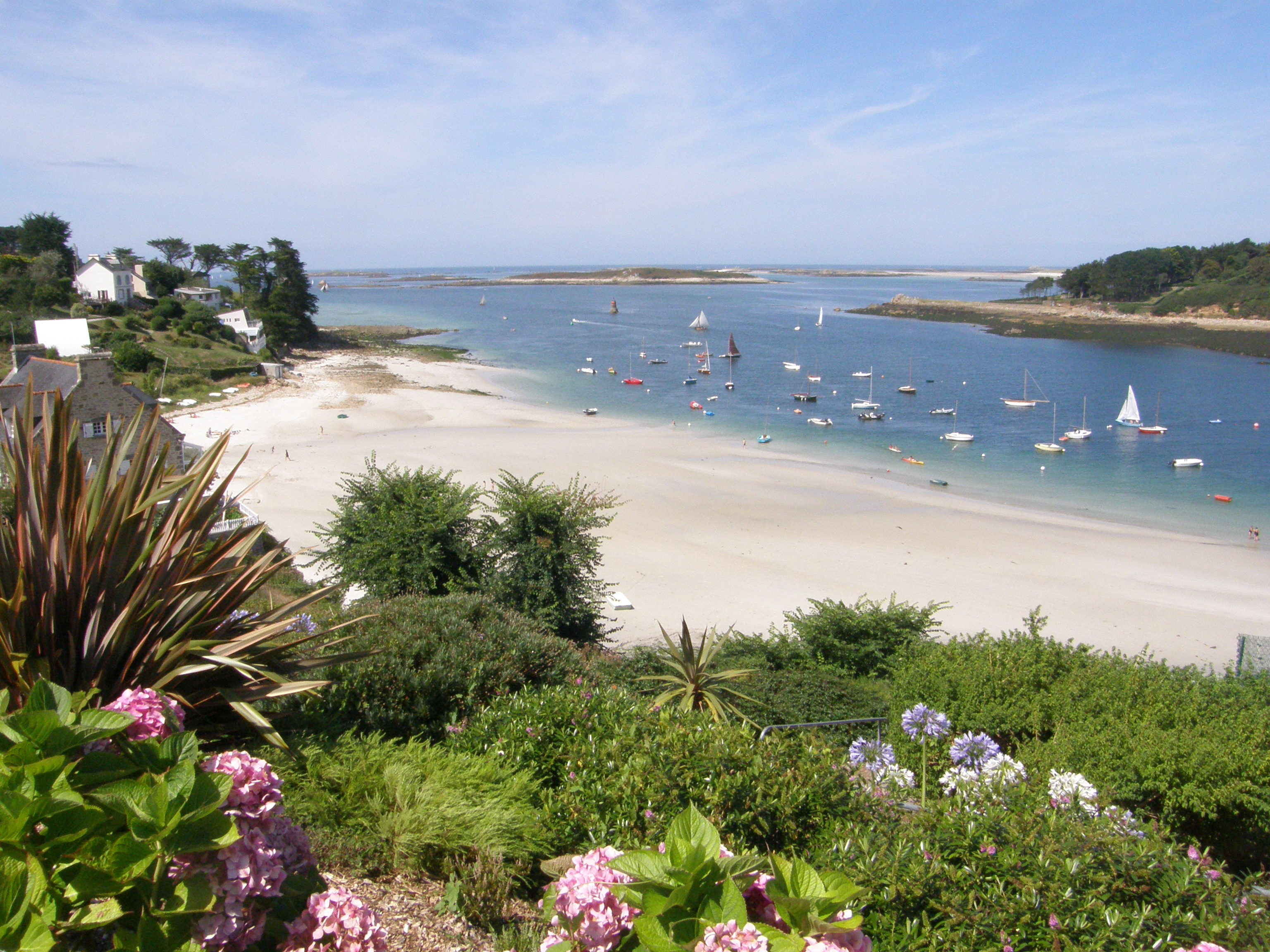
Côte des Abers in Saint-Pabu

Als Côte des Abers wird ein rund 65 Kilometer langer Küstenabschnitt in der Bretagne, zwischen Plouescat und dem Kap Pointe de Corsen oder dem Kap Pointe de Saint-Mathieu in der Gemeinde Plougonvelin bezeichnet.
Der Name ist von den drei Rias Aber Wrac’h, Aber Benoît und Aber Ildut abgeleitet.

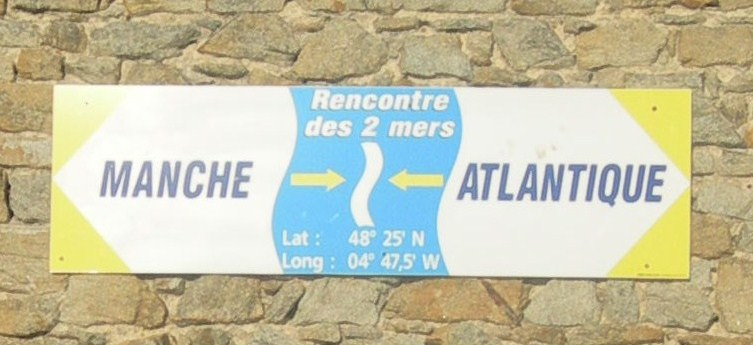
Schild an der Pointe de Corsen, das auf die Grenze zwischen Ärmelkanal und Atlantik hinweist.

An der Côte des Abers verläuft entlang einer imaginären Linie zwischen dem Aber Ildut und der Insel Ouessant die Grenze zwischen Ärmelkanal und Atlantik. Andere Quellen benennen die Pointe de Corsen, die am südlichen Ende dieses Küstenabschnitts liegt, als Grenze zwischen diesen Gewässern.
Vor der Côte des Abers sank 1978 der Tanker Amoco Cadiz.

## Inseln
Typisch für diesen Küstenabschnitt ist die Vielzahl an Inseln und Felsen. Hervorzuheben sind
- die Île Carn
- die Île Guennoc
- die Île Vierge mit ihren beiden Leuchttürmen

## Orte

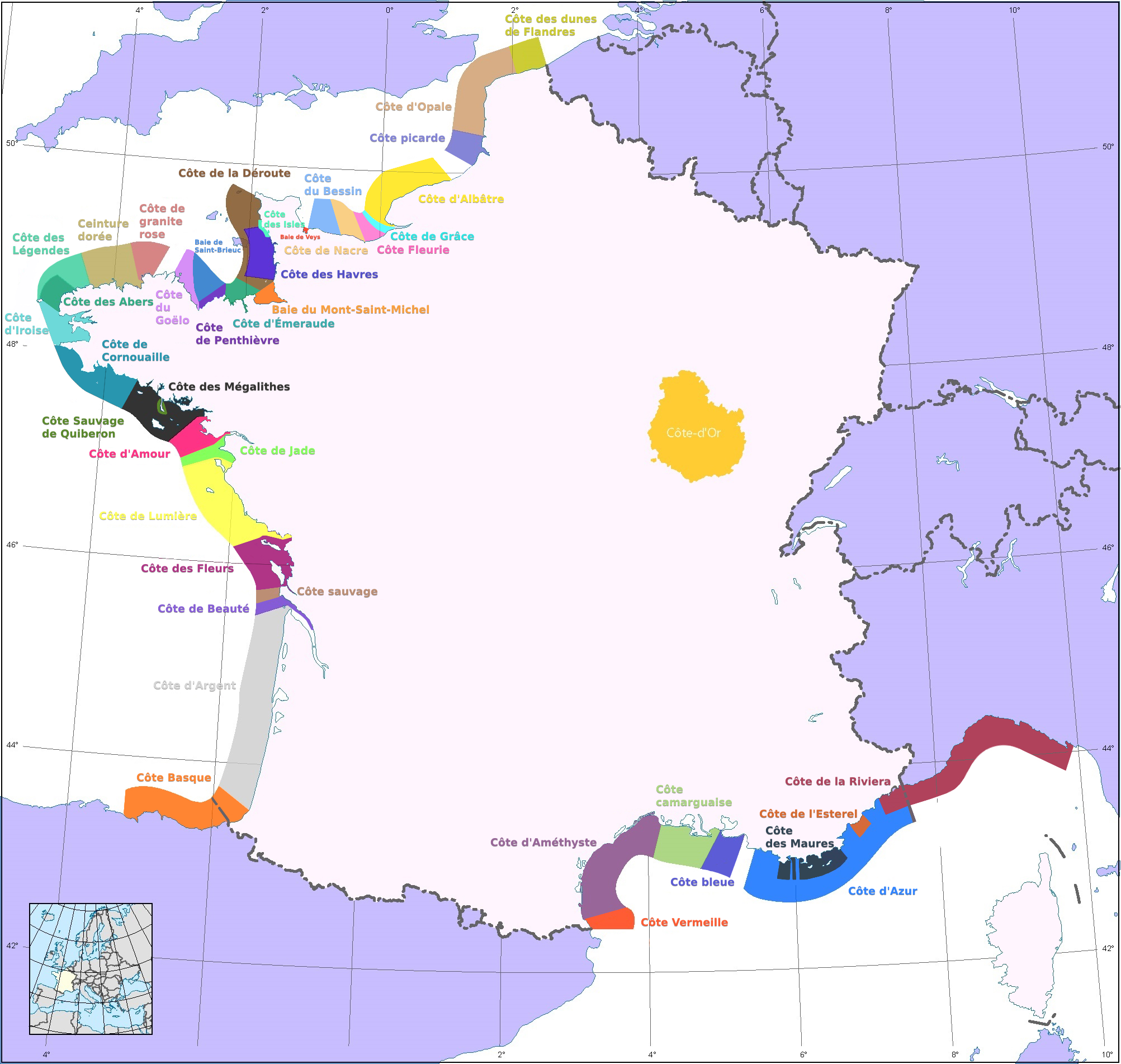
Die Côte des Abers als Teil der französischen Küstengewässer

Zu den bedeutenderen Gemeinden an der Côte des Abers gehören
- Plouescat
- Plouguerneau
- Lannilis
- Ploudalmézeau mit dem Hafen Portsall
- Saint-Renan
- Le Conquet

Hervorzuheben sind außerdem der Leuchtturm Le Four sowie die Leuchttürme an der Pointe de Saint-Mathieu und auf der Île Vierge.

## Namensgebung
Die Küste ist Teil der Côte des Légendes, die jedoch – je nach Definition – weiter östlich beginnt und weiter Richtung Süden verläuft. Ebenfalls, wenn auch seltener werden die Bezeichnungen Les Abers und Côte du Léon verwendet.
Beim Pays des Abers handelt es sich um eine Verwaltungsgemeinschaft mehrerer Gemeinden im östlichen Bereich der Côte des Abers, zu dem außerdem noch das im Westen gelegene Pays d’Iroise gehört.